# Pelhřimovské peklo
Pelhřimovské peklo je interaktivní muzeum v Pelhřimově, umístěno je v tzv. Šrejnarovském domě na Masarykově náměstí čp. 10. Muzeum je provozováno příspěvkovou organizací města Pelhřimova, Kulturní zařízení města Pelhřimova, p.o.

## Historie a expozice
Šrejnarovský dům byl postaven někdy kolem roku 1614, později sloužil jako měšťanský dům, v 80. letech 20. století došlo k rekonstrukci. Později byly do prostoru domu přesunuty některé organizace jako Turistické a informační centrum, Síň Lipských a právě Pelhřimovské peklo. Pelhřimovské peklo je interaktivní expozicí, kde lze vyzkoušet expozice na téma čertů a pekla, lze zjistit, jak fungovaly zápisy do tzv. Knihy hříchů, zkusit pocit v pekelném kotli, Záhořova lože či případně pekelný trůn.